# Шымкентская ТЭЦ-1
Шымке́нтская ТЭЦ-1 (каз. Шымкент 1-ЖЭО, ранее ТЭЦ Чимкентского масложирового комбината) — тепловая электростанция (теплоэлектроцентраль) промышленного значения. Расположена в казахстанском городе Шымкент Южно-Казахстанской области, примыкает к масложировому комбинату (ныне АО «Шымкентмай»). Принадлежит компании АО «ПК „Южполиметалл“». До 2007 года обеспечивала город тепловой и электрической энергией. ТЭЦ входит в Единую энергосистему Казахстана.

## История
Первой электростанцией города была ЦЭС Чимкентского свинцового завода (ныне Шымкентская ТЭЦ-2), пущенная в 1934 году. Для обеспечения нужд Чимкентского масложирового комбината была построена Чимкентская ТЭЦ-1. Пуск электростанции состоялся в 1944 году. В советское время ТЭЦ входила в состав районного управления энергетического хозяйства (РУЭХ) «Южказэнерго», охватывавшей территории Южно-Казахстанской, Джамбульской и Кзыл-Ординской областей. Спустя некоторое время после распада СССР была приватизирована. Куплена корпорацией «Южполиметалл» для обеспечения Шымкентского свинцового завода электрической и тепловой энергией. В апреле 2017 года стало известно, что залоговое имущество АО «ПК „Южполиметалл“» было выставлено АО «ForteBank» на торги.

## Основные данные
Производственные показатели электростанции на 2014 год:
- Установленная электрическая мощность — 18 МВт[2]
- Располагаемая электрическая мощность — 0 МВт[2]
- Выработка электроэнергии — 0 млрд кВт⋅ч[2]

Основной вид топлива, использующийся на станции — природный газ, резервный — уголь.